# Duonychus tsogtbaatari
Duonychus tsogbattari es la única especie conocida del género Duonychus, un terópodo therizinosaurio cuyos restos fueron descubiertos en 2012 por la Academia de Ciencias de Mongolia y se mencionaron brevemente en resúmenes de congresos posteriores. 

## Etimología
El nombre genérico combina "Duo" y "Nychus", que significa "dos garras".

## Comportamiento
La mano bien preservada y la garra tridimensional del dinosaurio proporcionan información sobre los posibles aspectos funcionales de la mano. Con base en la curvatura ventral y los parámetros del ángulo de ataque de la garra, 36 la garra queratinosa preservada de Duonychus revela la dieta herbívora u omnívora y sugerirían un uso amplectorial donde las garras sirven para agarrar ramas como en los camaleones y algunos mamíferos como los perezosos. Era un prensor efectivo, considerando la flexión extrema en la articulación ungueal y la fuerte curvatura de la garra queratinosa.

## Paleoambiente

Algunos dinosaurios de la formación.

Duonychus se conoce de la localidad 'Urlibe Khudak' de la Formación Bayanshiree. Pudo compartir hábitat con terópodos como Achillobator o Garudimimus. Otros dinosaurios herbívoros están representados por los anquilosaurios Talarurus y Tsagantegia, Amtocephale, Graciliceratops, Gobihadros, y Erketu. Otra fauna incluye reptiles semiacuáticos como los crocodiloformes y las tortugas nanhsiungochelidas.